# Kaltenbach (Wellbach)
Der Kaltenbach ist ein fast sechs Kilometer langer Bach im Pfälzerwald und ein rechter Zufluss des Wellbachs in Rheinland-Pfalz.

## Geographie

### Verlauf
Der Bach entspringt als Wüstbach auf der Waldgemarkung der Ortsgemeinde Wilgartswiesen rund hundert Meter nördlich von dessen Annexe Hermersbergerhof. Unmittelbar westlich erstreckt sich der Weißenberg und weiter nördlich der Hortenkopf. An der Südostflanke des letzteren entspringen weitere Quellbäche.
Zum größten Teil bildet er die Gemarkungsgrenze zwischen Wilgartswiesen und einer Waldexklave der Stadt Annweiler am Trifels und somit die Grenze zwischen den Landkreisen Südwestpfalz sowie Südliche Weinstraße. Nachdem er von rechts den Modenbach aufgenommen hat, bildet er die Grenze zwischen besagter Waldexklave und der Ortsgemeinde Rinnthal. Nach rund zwei weiteren Kilometern mündet er von rechts in den Wellbach; dort verläuft parallel zu letzterem die Bundesstraße 48.

### Zuflüsse
- Modenbach (rechts), 3,4 km, 6,12 km²

## Tourismus
Der Bach verläuft ausnahmslos durch unbesiedeltes Gebiet. Dennoch befinden sich in seinem Einzugsgebiet mehrere Wanderwege. Dem Bachlauf folgen stellenweise ein solcher, der mit einem blau-gelben Balken markiert ist, und in seinem Unterlauf der mit einem rot-weißen Balken gekennzeichnete Höcherbergweg.